# Битка код Гингата
Прва битка код Гингата вођена је 7. августа 1479. године између француске и аустријске војске. Део је Бургундских ратова, а завршена је победом Аустрије.

## Битка
Гингат (фр. Enguinegatte) је село у француском департману Па де Кале (фр. Pas-de-Calais). Ту су 7. августа 1479. бургундске снаге аустријског надвојводе Максимилијана (који је добио Бургундију у мираз, оженивши кћер Карла Смелог), под командом Жака Ромона (фр. Jacques de Savoie Romont), потукле Французе под Филипом Кревкером (фр. Philippe de Crèvecoeur, seigneur d'Esquerdes). Битка је значајна за војну историју због тога што су Бургунђани по први пут искористили швајцарску тактику удара. Од 11.000 људи фландријског народног позива (милиције), навикнутих да се туку копљима и хелебардама, Ромон је формирао два четвртаста построја (копљаничке каре), а стрелце (око 5.000) и тешке коњанике-витезове (око 800) ставио је на крила. Французи су били бројчано нешто слабији, али јачи у коњици (око 1.500), а двоструко и више у стрелцима (слободни стрелци); пешадије за блиску борбу нису имали уопште. Битку су почели француски витезови, који су напали коњицу Бургунђана и разбили је, а затим напустили бојиште гонећи противника у бекству. За то време, фландријски копљаници напали су француске стрелце и у борби прса у прса лако их разбили, што је одлучило битку у корист Аустрије и Бургундије.

## Друга битка код Гингата
У другој бици код Гингата 16. августа 1513. енглеско-бургундски коњаници под аустријским царем Максимилијаном I потукли су француске витезове при покушају да деблокирају тврђаву Теруан.